# Rosenfors
Rosenfors ist eine Ortschaft (Tätort) in der schwedischen Provinz Kalmar län und der historischen Provinz Småland. Sie gehört zur Gemeinde Hultsfred.

## Geschichte
Der Name Rosenfors ist Anfang des 19. Jahrhunderts als Bezeichnung für eine Fabriksiedlung um eine Eisenerzgewinnung und -verarbeitung entstanden. Eisenerz wurde an diesem Ort bereits seit der Wikingerzeit abgebaut.